# Liste der Einträge im National Register of Historic Places im Wichita County (Texas)
Die Liste der Registered Historic Places im Wichita County führt alle Bauwerke und historischen Stätten im texanischen Wichita County auf, die in das National Register of Historic Places aufgenommen wurden.

## Aktuelle Einträge
| Lfd. Nr. | Name                            | Bild | Datum der Eintragung | Adresse/Lage                                                                | Ort           | ID-Nr.   | Beschreibung |
| -------- | ------------------------------- | ---- | -------------------- | --------------------------------------------------------------------------- | ------------- | -------- | ------------ |
| 1        | Beaver Creek Bridge             |      | 10. Okt. 1996        | FM 2326, 1 mi W of jct. with TX 25                                          | Electra       | 96001104 |              |
| 2        | Depot Square Historic District  |      | 4. Feb. 2004         | Roughly bounded by 8th St., Indiana St., 5th St. and MKT Railroad tracks    | Wichita Falls | 03001552 |              |
| 3        | Frank Kell House                |      | 28. Nov. 1978        | 900 Bluff St.                                                               | Wichita Falls | 78003378 |              |
| 4        | Hodges-Hardy-Chambers House     |      | 2. Mai 1985          | 1100 Travis St.                                                             | Wichita Falls | 85000925 |              |
| 5        | Morningside Historic District   |      | 16. Mai 1985         | Roughly bounded by 9th St., Morningside Dr., Pembroke Lane and Buchanan St. | Wichita Falls | 85001122 |              |
| 6        | Weeks House                     |      | 3. Dez. 1980         | 2112 Kell Blvd.                                                             | Wichita Falls | 80004158 |              |
| 7        | Wichita Falls Route Building    |      | 29. Nov. 1978        | 503 8th St.                                                                 | Wichita Falls | 78002999 |              |
| 8        | William Benjamin Hamilton House |      | 28. Okt. 1983        | 1106 Brook Ave.                                                             | Wichita Falls | 83003826 |              |